# Corea del Nord ai Giochi della XXXIII Olimpiade
La Corea del Nord  ha partecipato ai Giochi della XXXIII Olimpiade che si sono svolti a Parigi dal 26 luglio all'11 agosto 2024, con una delegazione di 16 atleti, 4 uomini e 12 donne in 7 discipline.

## Medagliere

### Medaglie
| Medaglia | Nome                     | Sport        | Evento                            |
| -------- | ------------------------ | ------------ | --------------------------------- |
| Argento  | Ri Jong-sik Kim Kum-yong | Tennistavolo | Doppio misto                      |
| Argento  | Kim Mi-rae Jo Jin-mi     | Tuffi        | Piattaforma 10 m sincro femminile |
| Bronzo   | Pang Chol-mi             | Pugilato     | Pesi gallo femminile              |
| Bronzo   | Kim Mi-rae               | Tuffi        | Piattaforma 10 m femminile        |
| Bronzo   | Ri Se-ung                | Lotta        | Lotta greco-romana - 60 kg        |
| Bronzo   | Choe Hyo-gyong           | Lotta        | 53 kg femminile                   |

## Delegazione
| Sport            | Uomini | Donne | Totale |
| ---------------- | ------ | ----- | ------ |
| Atletica leggera | 1      | 0     | 1      |
| Ginnastica       | 0      | 1     | 1      |
| Judo             | 0      | 1     | 1      |
| Lotta            | 1      | 4     | 5      |
| Pugilato         | 0      | 2     | 2      |
| Tennistavolo     | 1      | 2     | 3      |
| Tuffi            | 1      | 2     | 3      |
| Totale           | 4      | 12    | 16     |

## Risultati

### Atletica leggera
| Q | Qualificato al turno successivo per la posizione in qualificazione                                                           |
| q | Qualificato per il turno successivo per ripescaggio o, negli eventi su campo, conquistando la misura minima per qualificarsi |

| Atleta       | Evento   | Finale    | Finale    |
| Atleta       | Evento   | Risultato | Posizione |
| ------------ | -------- | --------- | --------- |
| Han Il-ryong | Maratona | 2'11"21   | 29°       |

### Ginnastica

#### Ginnastica artistica
Eventi di specialità
| Atleta      | Evento                 | Qualificazione | Qualificazione | Finale          | Finale          |
| Atleta      | Evento                 | Punteggio      | Posizione      | Punteggio       | Posizione       |
| ----------- | ---------------------- | -------------- | -------------- | --------------- | --------------- |
| An Chang-ok | Volteggio              | 14.183         | 6ª Q           | 14.216          | 4ª              |
| An Chang-ok | Parallele asimmetriche | 13.433         | 35ª            | non qualificata | non qualificata |
| An Chang-ok | Corpo libero           | 11.666         | 72ª            | non qualificata | non qualificata |

### Judo
| Atleta       | Evento | 16-esimi                           | Ottavi               | Quarti               | Semifinali           | Ripescaggio          | Med. bronzo          | Finale               | Posizione       |
| Atleta       | Evento | Avversario Risultato               | Avversario Risultato | Avversario Risultato | Avversario Risultato | Avversario Risultato | Avversario Risultato | Avversario Risultato | Posizione       |
| ------------ | ------ | ---------------------------------- | -------------------- | -------------------- | -------------------- | -------------------- | -------------------- | -------------------- | --------------- |
| Mun Song-hui | 70 kg  | G. Matniyazova (UZB) P (0000-0010) | non qualificata      | non qualificata      | non qualificata      | non qualificata      | non qualificata      | non qualificata      | non qualificata |

### Lotta

#### Greco-romana
Maschile
| Atleta    | Evento | Sedicesimi           | Ottavi                    | Quarti                     | Semifinali                 | Ripescaggio          | Finale/ Finale per il bronzo | Pos.   |
| Atleta    | Evento | Avversario Risultato | Avversario Risultato      | Avversario Risultato       | Avversario Risultato       | Avversario Risultato | Avversario Risultato         | Pos.   |
| --------- | ------ | -------------------- | ------------------------- | -------------------------- | -------------------------- | -------------------- | ---------------------------- | ------ |
| Ri Se-ung | –60 kg | Bye                  | V. Ciobanu (MDA) V (10-3) | I. Bakhromov (UZB) V (9-0) | C. Liguo (CHN) P (3-3) VPO | Bye                  | R. Rodríguez (VEN) V (8-0)   | Bronzo |

#### Libera
Femminile
| Atleta         | Evento | Ottavi                    | Quarti                   | Semifinali             | Ripescaggio           | Finale/ Finale per il bronzo | Pos.   |
| Atleta         | Evento | Avversario Risultato      | Avversario Risultato     | Avversario Risultato   | Avversario Risultato  | Avversario Risultato         | Pos.   |
| -------------- | ------ | ------------------------- | ------------------------ | ---------------------- | --------------------- | ---------------------------- | ------ |
| Choe Hyo-gyong | –53 kg | L. Yépez (ECU) P (4-7)    | Bye                      | Bye                    | A. Ana (ROU) V (11-0) | A. Wendle (GER) V (10-0)     | Bronzo |
| Pak Sol-gum    | –68 kg | I. Rîngaci (MDA) V (10-6) | N. Dahiya (IND) V (10-8) | A. Elor (USA) P (0-10) | Bye                   | B. Tosun (TUR) P (2-4)       | 4ª     |

### Pugilato
| Atleta       | Evento                | Sedicesimi           | Ottavi di finale          | Quarti di finale        | Semifinali            | Finale               | Pos.            |
| Atleta       | Evento                | Avversaria Risultato | Avversaria Risultato      | Avversaria Risultato    | Avversaria Risultato  | Avversaria Risultato | Pos.            |
| ------------ | --------------------- | -------------------- | ------------------------- | ----------------------- | --------------------- | -------------------- | --------------- |
| Pang Chol-mi | Pesi gallo (-54 kg)   | Bye                  | N. Uktamova (UZB) V (5-0) | W. Bertal (MAR) V (4-0) | C. Yuan (CHN) P (2-3) | non qualificata      | Bronzo          |
| Won Un-gyong | Pesi leggeri (-60 kg) | Bye                  | C. Heijnen (NED) P (1-4)  | non qualificata         | non qualificata       | non qualificata      | non qualificata |

### Tennistavolo
Femminile
| Atleta          | Evento  | 64-esimi | 64-esimi | 32-esimi         | 32-esimi | 16-esimi           | 16-esimi | Ottavi di finale | Ottavi di finale | Quarti di finale | Quarti di finale | Semifinali      | Semifinali      | Finale          | Finale          | Classifica      |
| Atleta          | Evento  | Avver.   | Punt.    | Avver.           | Punt.    | Avver.             | Punt.    | Avver.           | Punt.            | Avver.           | Punt.            | Avver.          | Punt.           | Avver.          | Punt.           | Classifica      |
| --------------- | ------- | -------- | -------- | ---------------- | -------- | ------------------ | -------- | ---------------- | ---------------- | ---------------- | ---------------- | --------------- | --------------- | --------------- | --------------- | --------------- |
| Pyon Song-gyong | Singolo | Bye      | Bye      | D. Hoi Kem (HKG) | V (4-1)  | N. Mittelham (GER) | V (4-3)  | A. Díaz (PUR)    | V (4-3)          | H. Hayata (JPN)  | P (3-4)          | non qualificata | non qualificata | non qualificata | non qualificata | non qualificata |

Misto
| Atleta                   | Evento       | Ottavi di finale              | Ottavi di finale | Quarti di finale                | Quarti di finale | Semifinali                      | Semifinali | Finale                       | Finale  | Classifica |
| Atleta                   | Evento       | Avver.                        | Punt.            | Avver.                          | Punt.            | Avver.                          | Punt.      | Avver.                       | Punt.   | Classifica |
| ------------------------ | ------------ | ----------------------------- | ---------------- | ------------------------------- | ---------------- | ------------------------------- | ---------- | ---------------------------- | ------- | ---------- |
| Ri Jong-sik Kim Kum-yong | Doppio misto | T. Harimoto - H. Hayata (JPN) | V (4-1)          | K. Karlsson - C. Källberg (SWE) | V (4-1)          | W. Chun Ting - D. Hoi Kem (HKG) | V (4-3)    | W. Chuqin - S. Yingsha (CHN) | P (2-4) | Argento    |

### Tuffi
Maschile
| Atleta        | Evento           | Preliminari | Preliminari | Semifinale      | Semifinale      | Finale          | Finale          |
| Atleta        | Evento           | Punti       | Classifica  | Punti           | Classifica      | Punti           | Classifica      |
| ------------- | ---------------- | ----------- | ----------- | --------------- | --------------- | --------------- | --------------- |
| Im Yong-myong | Piattaforma 10 m | 347,10      | 22º         | non qualificato | non qualificato | non qualificato | non qualificato |

Femminile
| Atleta               | Evento                  | Preliminari | Preliminari | Semifinale | Semifinale | Finale | Finale     |
| Atleta               | Evento                  | Punti       | Classifica  | Punti      | Classifica | Punti  | Classifica |
| -------------------- | ----------------------- | ----------- | ----------- | ---------- | ---------- | ------ | ---------- |
| Kim Mi-rae           | Piattaforma 10 m        | 287,70      | 10ª Q       | 322,40     | 4ª Q       | 372,10 | Bronzo     |
| Kim Mi-rae Jo Jin-mi | Piattaforma 10 m sincro | N.D.        | N.D.        | N.D.       | N.D.       | 315,90 | Argento    |